# Oecetis paxilla
Oecetis paxilla är en nattsländeart som beskrevs av Yang och Morse 2000. Oecetis paxilla ingår i släktet Oecetis och familjen långhornssländor. Inga underarter finns listade i Catalogue of Life.